# Gjermundbuhjelmen
Gjermundbuhjelmen er en hjelm der stammer fra vikingetiden.
Den blev fundet ved et tilfælde i 1943 på gården Gjermundbu nær Haugsbygd i kommunen Ringerike i Buskerud, Norge. Forskere på Universitetet i Oslo blev først underettet senere. Konservator Sverre Marstrander og museumsassistent Charlotte Blindheim ledte undersøgelserne, der bekræftede at der var et gravkammer fra vikingetiden på stedet. Gjermundbufundet indeholdt mange genstande og våben. Hjelmen blev fundet i ni stykker og blev efterfølgende restaureret. Den er fremstillet i jern, og har form som en tophue, fremstillet af fire stykker. Den bliver i dag udstillet på Kulturhistorisk Museum på Oslo Universitet.
Sammen med Tjele hjelmfragmentet, to fragmenter fra Gotland og et fragment fra Kiev er det den eneste kendte hjelm, som man har været i stand til at rekonstruere.